# Arturo Bendini
Arturo Bendini (Brescia, 17 aprile 1891 – Francia, 13 luglio 1944) è stato un politico italiano, parlamentare comunista dal 1924 al 1926.

## Biografia
Da Brescia la sua famiglia si era trasferita alla fine dell'Ottocento in Piemonte, dove Arturo Bendini, operaio iscritto al Partito socialista, svolse giovanissimo attività sindacale. Partecipò come sottufficiale alla prima guerra mondiale e fece parte delle « Guardie rosse », costituite nel 1919: come tale, partecipò ai grandi scioperi di Torino e all'occupazione delle fabbriche nel settembre 1920. Fu poi tra i circa 300 « Arditi del popolo » torinesi che si costituirono nell'estate del 1921 per opporsi alle squadre fasciste.
L'11 novembre 1920 fu eletto sindaco socialista di Collegno e aderì al Partito comunista dalla sua fondazione, il 21 gennaio 1921. Arrestato e condannato a un anno di carcere, scontata la pena si trasferì in Francia per sfuggire alle minacce dei fascisti e tornò in Italia una volta eletto deputato al Parlamento nell'aprile 1924. Finite le ultime parvenze legali in Italia, nel novembre del 1926 Bendini sfuggì all'arresto ordinato da Mussolini contro i parlamentari e i dirigenti comunisti riparando in Francia. Fu così imputato, ma latitante, nel processo contro Gramsci, Terracini e gli altri dirigenti comunisti del 28 maggio 1928.
Nel 1941 fu arrestato dalla polizia del governo di Vichy e incarcerato a Gaillac, da dove fu liberato il 17 aprile 1944 da un'azione dei partigiani francesi ai quali si unì nella Resistenza contro i tedeschi, che lo uccisero in uno scontro a fuoco il 13 luglio 1944. Le sue spoglie furono portate in Italia nel 1950 e sepolte nel cimitero di Collegno.
In questa città gli è intitolata una via e il 3 marzo 2008 il partito dei Democratici di Sinistra gli ha intestato una Fondazione che ha per scopo « la tutela del patrimonio e dei valori della Sinistra ».